# Duolandrevus enatus
Duolandrevus enatus är en insektsart som först beskrevs av Andrej Vasiljevitj Gorochov 1990.  Duolandrevus enatus ingår i släktet Duolandrevus och familjen syrsor. Inga underarter finns listade i Catalogue of Life.